# Jinfosi
Jinfosi (kinesiska: 金佛寺) är en köping i nordvästra Kina. Den ligger i stadsdistriktet Suzhou i staden Jiuquan i provinsen Gansu, omkring 580 kilometer nordväst om provinshuvudstaden Lanzhou. Antalet invånare är 14 266. Befolkningen består av 7 062 kvinnor och 7 204 män. Barn under 15 år utgör 18,0 %, vuxna 15-64 år 70 %, och äldre över 65 år 10,0 %.